# Stauranthus
Stauranthus es un género con dos especies de plantas de flores perteneciente a la familia Rutaceae. 

## Especies seleccionadas
- Stauranthus conzattii
- Stauranthus perforatus